# Ángel Castro Rodríguez
Ángel Castro Rodríguez (Tegucigalpa, Francisco Morazán, Honduras; 8 de septiembre de 1990) es un futbolista de nacionalidad hondureña. Juega en la posición de defensa, su primer equipo fue el Deportes Savio. Actualmente juega en el Deportes Savio de Honduras.mundialista

## Trayectoria
Ángel Castro Rodríguez debutó como futbolista en el año 2011 con el Deportes Savio, club con el que juega actualmente, con este club ha conseguido llegar a dos liguillas, ambas terminando en cuartos de final.

## Clubes
| Club           | País     | Año             |
| -------------- | -------- | --------------- |
| Deportes Savio | Honduras | 2011-Actualidad |